# Euploea relucida
Euploea relucida är en fjärilsart som beskrevs av Hans Fruhstorfer 1910. Euploea relucida ingår i släktet Euploea och familjen praktfjärilar. Inga underarter finns listade i Catalogue of Life.